# أوزان إسكندري
أوزان إسكندري هي قرية في مقاطعة أرومية، إيران. يقدر عدد سكانها بـ 247 نسمة بحسب إحصاء 2016.